# 山案座ξ
山案座ξ，又名CP-82 106，HD 34172、SAO 258395、HR 1716，是山案座的一颗恒星，视星等为5.85，位于銀經295.23，銀緯-30.47，其B1900.0坐标为赤經5h 10m 14.9s，赤緯-82° -30.47′ 15″。